# Disney Golf
Disney Golf (ディズニーゴルフクラシック , Disney Golf Classic) est un jeu vidéo de golf sorti sur PlayStation 2. Il fait partie de la série de jeu Disney Sports.

## Système de jeu
Le jeu développé par Electronic Arts pour reprend Disney Interactive reprend le principe des simulations de golf avec la possibilités d'incarner l'un des sept personnages de Disney dont Mickey Mouse et Donald Duck sur six parcours thématisés.
Le jeu comporte divers bonus pour agrémenter le jeu. Les personnages jouables sont : Mickey Mouse, Minnie Mouse, Donald Duck, Daisy Duck, Dingo, Max Goof (neveu de Dingo), Donald Dingue (Ludwig Von Drake), Pat Hibulaire, Mortimer Mouse et Jojo Mouse (neveu de Mickey).

## Dates de sortie
- Japon : 30 mai 2002
- États-Unis :18 octobre 2002
- France : 19 décembre 2002

## Distribution originale
- Wayne Allwine : Mickey Mouse
- Russi Taylor : Minnie Mouse
- Tony Anselmo : Donald Duck
- Tress MacNeille : Daisy Duck
- Bill Farmer : Dingo
- Jason Marsden : Max
- Corey Burton : Donald Dingue
- Jim Cummings : Pat Hibulaire
- Maurice LaMarche : Mortimer Mouse
- Cameron Bowen : Jojo